# 前411年
| 千纪： | 前1千纪 |
| 世纪： | 前6世纪 \| 前5世纪 \| 前4世纪 |
| 年代： | 前440年代 \| 前430年代 \| 前420年代 \| 前410年代 \| 前400年代 \| 前390年代 \| 前380年代                                                                                                  |
| 年份： | 前416年 \| 前415年 \| 前414年 \| 前413年 \| 前412年 \| 前411年 \| 前410年 \| 前409年 \| 前408年 \| 前407年 \| 前406年                                                                    |
| 纪年： | 周威烈王十五年 魯穆公五年 齊宣公四十五年 晉烈公五年 趙獻子十三年 魏文侯十四年韓武子十四年 秦簡公四年 楚簡王二十一年 宋昭公五十八年 衛慎公四年 鄭繻公十二年 燕後簡公四年 越王朱勾三十七年 |

## 大事記
- 吳起投奔魏國。
- 雅典发生政变，民主制度被放弃，引入寡头政治。
- 阿尔西比亚德斯重返雅典。
- 阿里斯托芬写成了他的反战喜剧《利西翠妲》

## 出生
- 提摩勒昂，希腊政治家和将军（逝世于前337年）

## 逝世
- 朱勾，越王（出生于前448年）
- 普罗泰戈拉，希腊哲学家（出生于前481年）